# Île Talerua
L'île Talerua est une île inhabitée de la municipalité d'Avannaata, au nord-ouest du Groenland, située dans la partie sud-est du fjord Uummannaq, à l'embouchure du fjord Ikerasak.

## Géographie
L'île est de forme ovale allongée d'orientation sud-est-nord-ouest. Au nord, elle est séparée d'une plus grande île, Ikerasak par le détroit d'Ikarasanguaq, et plus loin, de la péninsule Drygalski sur le continent par l'étroit détroit d'Ikerasassuaq. Au sud, le bras sud du fjord Uummannaq la sépare de la péninsule de Nuussuaq. Au nord-ouest, le bras central du fjord Uummannaq la sépare de l'île Salliaruseq.